# Adli Nachi
Adli Nachi, né le 16 août 1981, est un footballeur tunisien évoluant au poste de défenseur avec l'Avenir sportif de La Marsa. 

## Carrière
- 2002-2004 : Avenir sportif de La Marsa ( Tunisie)
- 2004-2005 : Étoile sportive de Béni Khalled ( Tunisie)
- 2005-2006 : Avenir sportif de La Marsa ( Tunisie)
- 2006-2007 : Club sportif de Hammam Lif ( Tunisie)
- 2007-20.... : Avenir sportif de La Marsa ( Tunisie)